# Lucy Maud Montgomery
Lucy Maud Montgomery (Clifton, 30 novembre 1874 – Toronto, 24 aprile 1942) è stata una scrittrice canadese, autrice di numerosi libri per l'infanzia, ambientati spesso nell'Isola del Principe Edoardo, presso la costa meridionale del golfo di San Lorenzo.
A partire dal 1908 con Anna dai capelli rossi; ha pubblicato 20 romanzi, 530 racconti, 500 poesie e 30 saggi.  Anna dai capelli rossi  fu un successo immediato; il personaggio del titolo, l'orfana Anna Shirley, ha reso famosa Montgomery durante la sua vita e le ha dato un seguito internazionale. La maggior parte dei romanzi erano ambientati sull'Isola del Principe Edoardo, e quelle località all'interno della provincia più piccola del Canada sono diventate un punto di riferimento letterario e un popolare sito turistico: vale a dire la fattoria Green Gables, la genesi del Parco nazionale dell'Isola del Principe Edoardo. Nel 1935 venne nominata ufficiale dell'Ordine dell'Impero Britannico.
Il lavoro, i diari e le lettere di Montgomery sono stati letti e studiati da studiosi e lettori in tutto il mondo. L'Istituto LM Montgomery, Università dell'Isola del Principe Edoardo, è responsabile dell'indagine accademica sulla vita, le opere, la cultura e l'influenza di LM Montgomery (come si pubblicava l'autrice).

## Biografia

### Primi anni di vita e istruzione

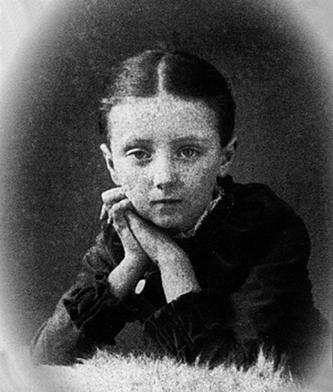
Montgomery a otto anni

Lucy Maud Montgomery nacque a New London sull'Isola del Principe Edoardo, in Canada, il 30 novembre 1874. Sua madre, Clara ("Tillie") Woolner (nata Macneill) Montgomery (1853-1876), morì di tubercolosi quando Maud aveva 21 mesi. Colpito dal dolore, suo padre, Hugh John Montgomery (1841-1900), affidò Maud alla custodia dei nonni materni, sebbene rimase nelle vicinanze. Quando Maud aveva sette anni, suo padre si trasferì a Prince Albert, nella provincia del Saskatchewan, nei territori del nord-ovest. Da quel momento in poi Maud fu cresciuta dai suoi nonni, Alexander Marquis Macneill e Lucy Woolner Macneill, nella comunità di Cavendish, sull'Isola del Principe Edoardo.
I primi anni di vita della Montgomery a Cavendish furono molto solitari. Nonostante avesse parenti nelle vicinanze, gran parte della sua infanzia è stata trascorsa in solitudine. Ha creato amici e mondi immaginari per far fronte alla sua solitudine, e Montgomery ha attribuito a questo periodo della sua vita lo sviluppo della sua creatività. Le sue amiche immaginarie si chiamavano Katie Maurice e Lucy Gray e vivevano nella "stanza delle fate" dietro la libreria nel salotto. Durante una funzione religiosa, Montgomery chiese a sua zia dove fosse la madre morta, portandola a indicare verso l'alto. Montgomery vide una botola nel soffitto della chiesa, cosa che la portò a chiedersi perché il ministro non avesse semplicemente preso una scala per recuperare sua madre dal soffitto della chiesa.
Nel 1887, all'età di 13 anni, Montgomery scrisse nel suo diario che aveva "i primi sogni di futura fama". Ha presentato una poesia per la pubblicazione, scrivendo: "Ho visto me stessa diventare la meraviglia dei miei compagni di scuola - una piccola celebrità locale." Dopo il rifiuto, Montgomery scrisse: "Le lacrime della delusione sarebbero sgorgate malgrado me stessa, mentre mi ritiravo per nascondere il povero manoscritto schiacciato nelle profondità del mio baule." In seguito scrisse: "In fondo, sotto tutto lo scoraggiamento e il rifiuto, sapevo che un giorno sarei 'arrivata'."
Dopo aver completato i suoi studi a Cavendish, Montgomery trascorse un anno (1890) a Prince Albert con suo padre e la matrigna, Mary Ann McRae (1863-1910), che si era sposata nel 1887. Mentre era a Prince Albert, la prima opera di Montgomery, una poesia intitolata "On Cape LeForce" fu pubblicata sul giornale di Charlottetown The Daily Patriot. Era entusiasta di questo quanto lo era del suo ritorno all'Isola del Principe Edoardo nel 1891. Prima di tornare a Cavendish, Montgomery fece pubblicare un altro articolo sul giornale, descrivendo la sua visita a un campo delle Prime Nazioni nelle Grandi Pianure. Vedeva spesso Piedi Neri e Cree in Prince Albert, scrivendo di aver visto molti indiani nelle praterie che erano molto più belli e attraenti di quelli che aveva visto nelle Provincie marittime.
Il ritorno di Montgomery a Cavendish fu per lei un grande sollievo. Il suo tempo a Prince Albert fu infelice, perché non andava d'accordo con la sua matrigna. Secondo Montgomery, il matrimonio di suo padre non fu felice.
Nel 1893, Montgomery frequentò il Prince of Wales College di Charlottetown per ottenere la licenza di insegnante. Amava l'Isola del Principe Edoardo. Durante le passeggiate solitarie attraverso la tranquilla campagna dell'isola, Montgomery iniziò a sperimentare quello che lei chiamava "il lampo", un momento di tranquillità e chiarezza in cui sentiva un'estasi emotiva ed era ispirata dalla consapevolezza di un potere spirituale superiore che correva attraverso la natura. I resoconti della Montgomery riguardo a questo "lampo" furono successivamente forniti al personaggio Emily Byrd Starr nella trilogia "Emily della luna nuova", e servirono anche come base per le sue descrizioni del senso di comunione emotiva di Anna Shirley con la natura. Nel 1905, Montgomery scrisse nel suo diario: "Tra le banalità della vita, ero molto vicina a un regno di bellezza ideale. Tra esso e me c'era solo un sottile velo. Non riuscivo mai del tutto a toglierlo da parte, ma a volte un vento lo agitava. Mi sembrava di intravedere il regno incantevole al di là di esso, solo un'occhiata, ma quegli sguardi avevano sempre reso la vita degna di essere vissuta." Donna profondamente spirituale, Montgomery trovò i momenti in cui visse "il lampo" tra i più belli, commoventi e intensi della sua vita.
Montgomery ha completato il programma di insegnamento biennale a Charlottetown in un anno. Nel 1895 e nel 1896 studiò letteratura alla Dalhousie University di Halifax, in Nuova Scozia.

### Relazioni amorose

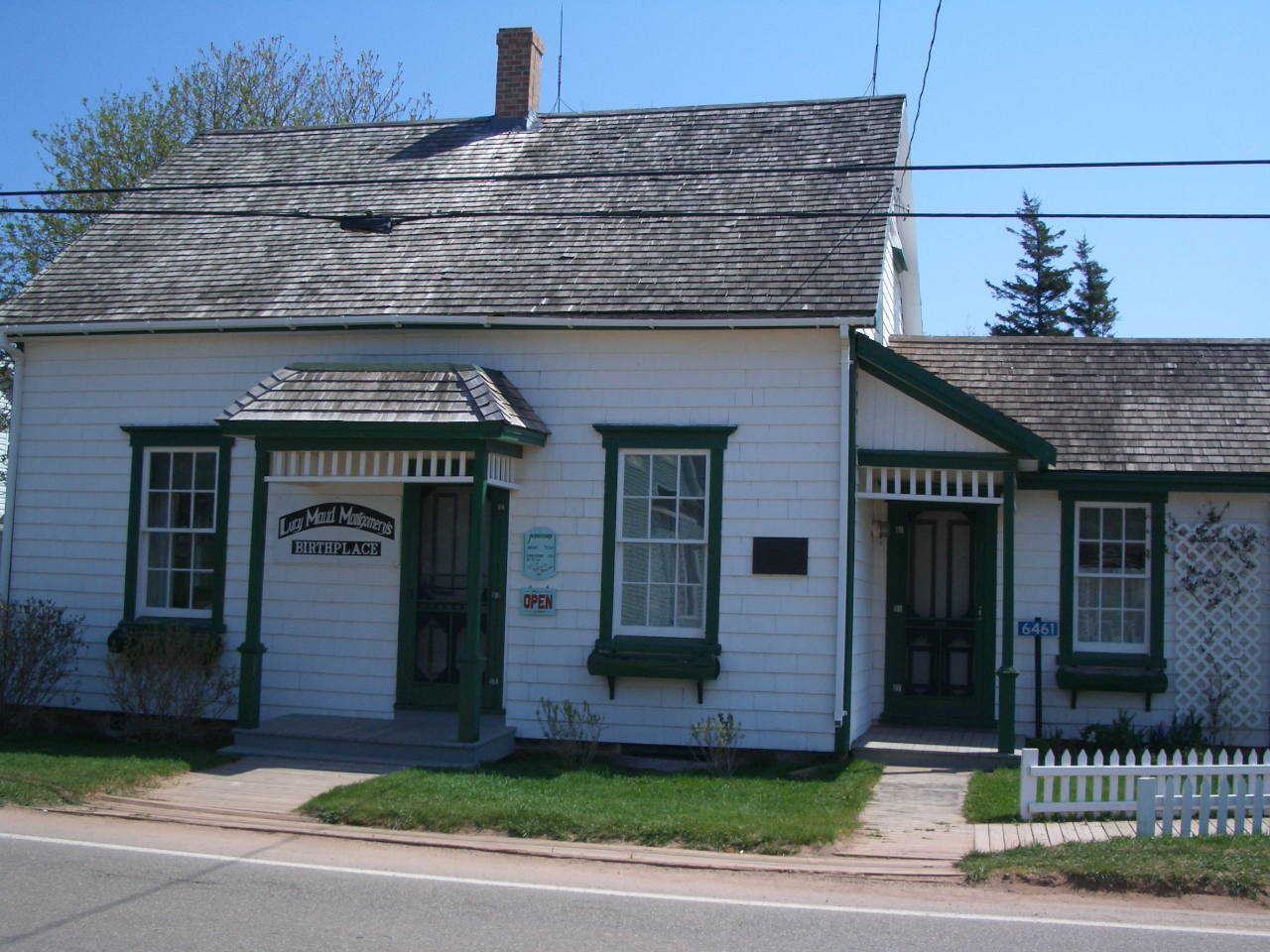
Luogo di nascita di Lucy Maud Montgomery

Dopo aver lasciato Dalhousie, Montgomery ha lavorato come insegnante in varie scuole dell'Isola del Principe Edoardo. Sebbene non le piacesse insegnare, le dava tempo per scrivere. A partire dal 1897 i suoi racconti furono pubblicati su riviste e giornali. Scrittrice prolifica, Montgomery pubblicò oltre 100 racconti tra il 1897 e il 1907.
Durante i suoi anni di insegnamento, Montgomery ebbe numerosi interessi amorosi. Essendo una giovane donna molto alla moda, aveva "un bell'aspetto magro" e conquistò l'attenzione di diversi giovani. Nel 1889, all'età di 14 anni, Montgomery iniziò una relazione con un ragazzo di Cavendish, Nate Lockhart. Per lei, la relazione era semplicemente un'amicizia divertente e spiritosa. Tutto finì bruscamente quando Montgomery rifiutò la sua proposta di matrimonio.
L'inizio degli anni Novanta dell'Ottocento portò progressi indesiderati da parte di John A. Mustard e Will Pritchard. Mustard, suo maestro, divenne presto il suo corteggiatore; cercò di impressionarla con la sua conoscenza delle questioni religiose. I suoi migliori argomenti di conversazione erano i suoi pensieri sulla predestinazione e "altri punti secchi della teologia" che avevano poco fascino per Montgomery. Durante il periodo in cui l'interesse di Mustard divenne più pronunciato, Montgomery scoprì un nuovo interesse per Pritchard, il fratello della sua amica Laura Pritchard. Questa amicizia era più amabile, ma anche lui provava più sentimenti per Montgomery che lei per lui. Quando Pritchard cercò di portare avanti la loro amicizia, Montgomery resistette. Ha rifiutato entrambe le proposte di matrimonio; Mustard aveva una mentalità troppo ristretta, e considerava Pritchard semplicemente un buon amico. Concluse il periodo di flirt quando si trasferì sull'Isola del Principe Edoardo. Lei e Pritchard continuarono a corrispondere per oltre sei anni, finché lui morì di influenza nel 1897.
Nel 1897, Montgomery ricevette una proposta da Edwin Simpson, uno studente di French River, vicino a Cavendish. La Montgomery scrisse che accettò la sua proposta per desiderio di "amore e protezione" e perché sentiva che le sue prospettive erano piuttosto scarse. Montgomery arrivò a detestare Simpson, che considerava intollerabilmente egocentrico e vanitoso al punto da sentirsi nauseata in sua presenza. Mentre insegnava a Lower Bedeque, ebbe una breve ma appassionata relazione con Herman Leard, un membro della famiglia presso la quale era vissuta. (Leard stesso era fidanzato con la vicina Ettie Schurman mentre era coinvolto con Montgomery). Tra gli uomini che amava, era Leard che amava di più, infatti scrisse nel suo diario:
L'8 aprile 1898, Montgomery annotò che doveva rimanere fedele a Simpson: "per il rispetto di me stessa non devo abbassarmi a nessun tipo di relazione con un altro uomo". Aggiunse:
Nel Canada vittoriano, il sesso prematrimoniale era raro per le donne, e Montgomery era cresciuta in una severa famiglia presbiteriana dove le era stato insegnato che tutti coloro che "fornicavano" erano tra i "dannati" che bruciavano all'Inferno per sempre, un messaggio che aveva colto al cuore. Nonostante ciò, invitava spesso Leard nella sua camera da letto quando tutti gli altri erano fuori, e sebbene si rifiutasse di fare sesso con lui perché voleva essere una sposa vergine, lei e Leard si impegnarono in baci e "fare l'amore preliminare". Montgomery chiamò Leard nel suo diario solo "un giovane animale molto carino e attraente!", anche se con "occhi azzurri magnetici".
A seguito delle obiezioni della sua famiglia e dei suoi amici secondo cui Leard non era "abbastanza bravo" per lei, Montgomery interruppe la sua relazione con lui. Morì poco dopo di influenza. Nel 1898, dopo molta infelicità e disillusione, Montgomery ruppe il suo fidanzamento con Simpson. Smise di cercare l'amore romantico. Montgomery rimase molto turbata quando apprese della morte di Leard nel giugno 1899, scrivendo nel suo diario:
Nel 1898, Montgomery tornò a Cavendish per vivere con la nonna vedova. Per un periodo di nove mesi tra il 1901 e il 1902, lavorò ad Halifax come sostituto correttore di bozze per i giornali Morning Chronicle e The Daily Echo. Montgomery fu ispirata a scrivere i suoi primi libri durante questo periodo. Fino alla morte di sua nonna nel marzo 1911, Montgomery rimase a Cavendish per prendersi cura di lei. Ciò coincise con un periodo di notevoli introiti derivanti dalle sue pubblicazioni.

### Matrimonio e famiglia
Nel 1908, Montgomery pubblicò il suo primo libro, Anna dai capelli rossi. Un successo immediato, stabilì la carriera di Montgomery e lei scrisse e pubblicò materiale, inclusi numerosi seguiti di Anna, per il resto della sua vita. Anne of Green Gables venne pubblicato nel giugno 1908 e nel novembre 1909 ebbe sei ristampe.  La stampa canadese dava molta importanza alle radici di Montgomery sull'Isola del Principe Edoardo, che veniva descritta come una parte affascinante del Canada dove le persone conservavano valori antiquati e tutto si muoveva a un ritmo molto più lento. La stampa americana suggerì che tutto il Canada fosse arretrato e lento, sostenendo che un libro come Anne of Green Gables era possibile solo in un paese rustico come il Canada, dove la popolazione non era neanche lontanamente così avanzata come negli Stati Uniti. Tipico della copertura americana di Montgomery era un articolo di giornale del 1911 a Boston, che affermava:
 In contrasto con l'immagine ideale che l'editore aveva di lei, Montgomery scrisse in una lettera a un amico: "Francamente lavoro nella letteratura per guadagnarmi da vivere". La studiosa britannica Faye Hammill ha notato che nei libri Anna è una ragazza alta e Montgomery all'epoca aveva 37 anni, il che difficilmente rappresentava una "giovane insegnante di scuola". Hammill ha anche notato che l'autore dell'articolo ha scelto di presentare Montgomery come l'autrice idealizzata, che era più felice in un ambiente domestico/rurale e non gradiva la fama e la celebrità, che all'epoca venivano viste come in contrasto con la femminilità. Nell'enfatizzare la modestia di Montgomery e il suo desiderio di rimanere anonima, l'autore la stava ritraendo come l'ideale di una scrittrice donna, desiderosa di preservare la sua femminilità evitando una carriera professionale, considerando la scrittura solo come un lavoro part-time al massimo. Allo stesso tempo, Hammill notò che l'autore ha utilizzato il nome francese anacronistico per l'Isola del Principe Edoardo, per aggiungere all'immagine di un'isola romantica avvolta dalla nebbia, dove le vecchie tradizioni di vita continuavano "intatte", proprio come Montgomery veniva raffigurata come una donna "intatta".
Poco dopo la morte di sua nonna nel 1911, Montgomery sposò Ewen (scritto nei suoi appunti e nelle sue lettere come "Ewan") Macdonald (1870–1943), un ministro presbiteriano, e si trasferirono in Ontario, dove aveva preso la posizione di ministro della chiesa presbiteriana di St.Paul, Leaskdale nell'attuale Uxbridge, affiliata anche alla congregazione nella vicina Zephyr. Montgomery scrisse i suoi successivi 11 libri dalla casa parrocchiale di Leaskdale che, secondo lei, non aveva né un bagno né una toilette. La congregazione successivamente vendette la struttura, che ora è il sito storico nazionale di Leaskdale Manse. Macdonald non era particolarmente intelligente, né era interessato alla letteratura. Montgomery scrisse nel suo diario: "Non lo vorrei come amante, ma spero all'inizio di poter trovare in lui un amico". Dopo il loro matrimonio, fece la luna di miele in Inghilterra e Scozia, quest'ultima un punto di particolare interesse per lei, poiché era per lei il "Vecchio Paese": la romantica terra di castelli, aspre montagne, valli splendenti, laghi e cascate che erano la sua patria ancestrale. Al contrario, i genitori di Macdonald erano arrivati in Canada dopo essere stati sfrattati nelle Highland Clearances, e non aveva voglia di visitare il "Vecchio Paese". Sua moglie dovette trascinarlo sull'Isola di Skye, la casa del clan MacDonald, dove un tempo i Macdonald avevano regnato come signori delle isole. I MacDonald erano abitanti delle Highlands di lingua gaelica, mentre i Montgomery e i Macneil erano abitanti delle Lowlanders di lingua inglese, il che potrebbe spiegare i diversi atteggiamenti che la coppia aveva nei confronti della Scozia, poiché Montgomery era più orgogliosa della sua eredità scozzese rispetto a suo marito. Inoltre, Montgomery aveva letto le opere di scrittori scozzesi come Robert Burns e Walter Scott, mentre suo marito non leggeva affatto la letteratura, costringendo la moglie a spiegargli chi erano Burns e Scott. In Inghilterra, Montgomery visitò i luoghi associati ai suoi scrittori preferiti, recandosi nel Lake District reso famoso da William Wordsworth, alla casa di William Shakespeare a Stratford-upon-Avon e alla casa di Haworth nelle brughiere dello Yorkshire dove i Brontë (Anne, Charlotte, Emily e Branwell) vissero.
I Macdonald avevano tre figli; il secondo era nato morto. Montgomery credeva che fosse suo dovere come donna far funzionare il suo matrimonio, anche se, durante una visita in Scozia, scherzò con un giornalista: "Quelle donne che Dio voleva distruggere le avrebbe trasformate nelle mogli dei ministri". Il grande aumento degli scritti di Montgomery a Leaskdale è il risultato del suo bisogno di sfuggire alle difficoltà della vita reale. Fra il 1909 e il 1910, Montgomery attinse alla sua eredità scozzese-canadese e ai ricordi della sua adolescenza per scrivere il suo romanzo del 1911 The Story Girl. La sua giovinezza era stata trascorsa in una famiglia scozzese-canadese dove venivano spesso narrati racconti, miti e leggende scozzesi, e Montgomery usò questo retroscena per creare il personaggio della quattordicenne Sara Stanley, un'abile narratrice che era una versione "idealizzata" di sé stessa da adolescente. Il personaggio di Peter Craig in The Story Girl somiglia molto a Herman Leard, il grande amore della vita di Montgomery, l'uomo che avrebbe voluto sposare, ma non lo fece, perfino con i capelli biondi e ricci. Come nel caso della sua relazione con Leard, gli altri personaggi si oppongono al fatto che Craig appartenga a una classe sociale inferiore, ritenendolo "non abbastanza buono", ma Felicity King lo sceglie comunque.

### La prima guerra mondiale
Durante la Prima Guerra Mondiale, Montgomery, orripilata dalle notizie della "Stupro del Belgio" nel 1914, fu un'appassionata sostenitrice dello sforzo bellico, vedendo la guerra come una crociata per salvare la civiltà, scrivendo regolarmente articoli incoraggiando gli uomini a offrirsi volontari per l'esercito canadese e chiedendo alle persone sul fronte interno di acquistare titoli di vittoria. Montgomery scrisse nel suo diario il 12 settembre 1914, riguardo alle notizie dello "Stupro del Belgio":
A Leaskdale, come ovunque in Canada, si tenevano incontri di reclutamento in cui ministri come il Reverendo MacDonald parlavano del Kaiser Guglielmo II come personificazione del male, descrivevano lo "Stupro del Belgio" in dettagli grafici e chiedevano ai giovani di presentarsi come volontari per combattere per il Canada, l'Impero Britannico e per la giustizia, in quello che all'epoca veniva descritto come una crociata contro il male. In un saggio del 1915 che faceva appello ai volontari, Montgomery scrisse: "Non sono tra coloro che credono che questa guerra porrà fine alle guerre. La guerra è orribile, ma ci sono cose ancora più orribili, proprio come ci sono destini peggiori della morte." Montgomery sosteneva prima della guerra che il Canada stava scivolando nell’ateismo, nel materialismo e nel "decadimento morale", e che la guerra aveva portato ad un gradito risveglio del cristianesimo, del patriottismo e della forza morale mentre il popolo canadese affrontava la sfida della più grande guerra mai combattuta nella storia. Montgomery concluse il suo saggio affermando che le donne sul fronte interno stavano giocando un ruolo cruciale nello sforzo bellico, cosa che la portò a chiedere il suffragio femminile. Il 7 ottobre 1915, diede alla luce il suo terzo figlio e cadde in depressione quando scoprì che non poteva produrre latte materno per nutrire suo figlio, a cui venne invece dato latte di mucca, che all'epoca era un rischio per la salute, prima della pastorizzazione.
Montgomery si identificava molto fortemente con la causa degli Alleati, tanto che il 10 marzo 1916 scrisse nel suo diario: "Tutta la mia miseria sembrava concentrarsi su Verdun, dove la neve non era più bianca. Sembrava che nella mia anima abbracciassi tutta l'angoscia e la tensione della Francia." Nello stesso diario, Montgomery registrò di una strana esperienza: "Una grande calma sembrò scendere su di me e avvolgermi. Ero in pace. La convinzione si impadronì di me che Verdun fosse al sicuro, che i tedeschi non avrebbero superato la cupa barriera della disperata Francia. Ero come una donna da cui fosse stato scacciato qualche spirito maligno, o forse come una sacerdotessa di un tempo, che dalla profondità dell'agonia acquisisce una strana prescienza del futuro?" Montgomery celebrava ogni vittoria degli Alleati a casa sua, ad esempio issando la bandiera russa quando seppe che i russi avevano catturato la presunta inespugnabile città-fortezza ottomana di Trebisonda nell'aprile 1916. Ogni sconfitta alleata la deprimeva. Quando seppe dell'assedio di Kut al Amara, annotò nel suo diario il 1 maggio 1916: "Kut-el-Amara è stato infine costretto ad arrendersi. Lo avevamo previsto da un po', ma ciò non ci ha impedito di sentirne profondamente il peso. È un incoraggiamento per i tedeschi e un colpo alla prestigio della Gran Bretagna. Mi sento troppo depressa stasera per fare qualsiasi cosa." Molto a disgusto di Montgomery, Ewen si rifiutò di predicare sulla guerra. Man mano che la guerra continuava, Maud riportò nel suo diario: "Lo sconvolge e non riesce a svolgere bene il suo lavoro." Il reverendo Macdonald aveva sviluppato dubbi sulla giustizia della guerra man mano che essa proseguiva e aveva cominciato a credere che, incoraggiando i giovani a arruolarsi, avesse peccato gravemente.
Montgomery, donna profondamente religiosa, scrive nel suo diario: "Credo in un Dio che è buono, ma non onnipotente. Credo anche in un principio del Male, uguale a Dio in potenza... l'oscurità rispetto alla sua luce. Credo che tra di loro si svolga una lotta infinita e incessante." In una lettera, Montgomery respinse l'affermazione del Kaiser Guglielmo II secondo cui Dio era dalla parte della Germania, affermando che il potere responsabile della morte del "piccolo Hugh" (suo figlio nato morto) era lo stesso potere responsabile dello "Stupro del Belgio", e per questo riteneva che gli Alleati fossero destinati a vincere la guerra. Montgomery aveva lavorato come insegnante della Scuola Domenicale presso la chiesa di suo marito, e molti degli uomini della contea di Uxbridge che furono uccisi o feriti durante la guerra un tempo erano stati suoi studenti, causandole molto disagio emotivo. La contea di Uxbridge perse 21 uomini nella Grande Guerra dal 1915, quando le truppe canadesi entrarono in azione per la prima volta nella seconda battaglia di Ypres, fino alla fine della guerra nel 1918. La biografa di Montgomery, Mary Henley Rubio, osservò: "Sempre di più, la guerra era tutto ciò a cui pensava e voleva parlare. I suoi diari mostrano che ne era assolutamente consumata, tormentata, torturata, ossessionata, persino dipendente." A volte, Montgomery era irritata se suo marito non comprava un quotidiano dal negozio all'angolo perché voleva sempre leggere le ultime notizie di guerra.

### Lotta contro la depressione e l'influenza spagnola
Montgomery attraversò diversi periodi di depressione mentre cercava di far fronte ai doveri della maternità, della vita in chiesa, alle crisi di melanconia religiosa (disturbo depressivo maggiore endogeno) del marito e al suo deterioramento di salute: "Per una donna che aveva donato tanto gioia al mondo, la vita fu per lo più infelice." Nel 1918, Montgomery fu colpita e quasi uccisa dalla pandemia di influenza spagnola, che causò la morte di tra 50 e 100 milioni di persone in tutto il mondo nel 1918-1919, trascorrendo dieci giorni a letto a causa dell'influenza spagnola. Nel suo diario del 1º dicembre 1918, Montgomery scrisse dopo una visita a Toronto a novembre: "Toronto stava cominciando ad essere presa dal panico a causa dell'insorgere della terribile 'influenza spagnola'. I banconi delle farmacie erano presi d'assalto da persone frenetiche alla ricerca di rimedi e precauzioni". Montgomery annotò nel suo diario di essere stata infettata dall'influenza spagnola: "Sono stata a letto per dieci giorni. Non mi sono mai sentita così malata o debole in vita mia," proseguendo poi esprimendo gratitudine a Dio e ai suoi amici per averla aiutata a sopravvivere all'esperienza. L'amica più cara di Montgomery, Frederica Campbell MacFarlane, non ebbe la stessa fortuna e morì dopo essersi ammalata di influenza spagnola il 20 gennaio 1919. Montgomery era così turbata dall'indifferenza del marito nei confronti delle sue sofferenze che considerò il divorzio (una cosa molto difficile da ottenere in Canada fino al 1967; tra il 1873 e il 1901 ci furono solo 263 divorzi su una popolazione di sei milioni). Alla fine, Montgomery decise che era suo dovere cristiano far funzionare il suo matrimonio.
Dopo la Prima guerra mondiale, un personaggio ricorrente nel diario di Montgomery che sarebbe diventato una vera ossessione per il resto della sua vita fu "il Pifferaio" ("the Piper"), che inizialmente apparve come un eroico suonatore di cornamusa delle Highlands scozzesi, guidando gli uomini in battaglia suonando tradizionali melodie delle Highlands, ma infine si rivelò essere il Pifferaio di Hamelin, un impostore che portava via i bambini dai loro genitori per sempre. La figura del "Pifferaio" rifletteva il proprio disincanto di Montgomery per la Prima Guerra Mondiale e il senso di colpa per il suo fervente sostegno alla guerra. Per ispirare gli uomini ad arruolarsi per la guerra, un suonatore di cornamusa aveva marciato quotidianamente attraverso il centro di Leaskdale per tutti e quattro gli anni della Prima guerra mondiale, suonando melodie di guerra delle Highlands, cosa che aveva ispirato la Montgomery nella creazione del personaggio del "Pifferaio". "Il Pifferaio" appare per la prima volta nei libri di Anna, in "La valle dell'arcobaleno" (1919), ispirando i futuri figli cresciuti di Glen St. Mary con il suo coraggio. In "Rilla di Ingleside" (1921), "il Pifferaio" ritorna come una figura più sinistra, ispirando il figlio di Anna, Walter, a arruolarsi nelle forze armate canadesi, assumendo nel contempo l'aspetto e la personalità del Pifferaio di Hamelin.
Il reverendo Ewen MacDonald, un buon calvinista che credeva nella predestinazione, era giunto alla convinzione che non fosse uno dei "Prescelti" ("the elect") scelti da Dio per andare in Paradiso, il che lo portava a passare ore depresso a fissare nel vuoto. Il reverendo MacDonald diceva spesso a sua moglie che avrebbe desiderato che lei e i loro figli non fossero mai nati, poiché anch'essi non erano dei "Prescelti", e che tutti loro sarebbero andati all'Inferno quando fossero morti, poiché credeva che fossero tutti predestinati a essere tra i "condannati" ("damned"). MacDonald rifiutava di contribuire all'educazione dei figli o ai lavori domestici ed era incline a guidare in modo erratico e spericolato, come se stesse cercando deliberatamente di provocare un incidente stradale, forse anche con l'intenzione di morire. Montgomery stessa fu spinta alla depressione dal comportamento del marito, scrivendo spesso che avrebbe desiderato sposare qualcun altro. Nel suo diario, Montgomery stilò di non poter sopportare di guardare il volto di suo marito quando aveva quell' "orribile espressione idiota sul viso" (letteralmente "horrible imbecile expression on his face") mentre fissava lo spazio vuoto per ore.
A febbraio 1920, la Montgomery affermò nel suo diario riguardo a dover affrontare:
Per gran parte della sua vita, la scrittura fu il suo unico grande conforto. Nel 1920, la Montgomery trascrisse nel suo diario una citazione dal libro di Olive Schreiner, scrittrice sudafricana, intitolato The Story of an African Farm (Storia di una fattoria africana) che definiva diversi tipi di amore, tra cui un "amore senza saggezza, dolce come la vita, amaro come la morte, che dura solo un'ora." (ovvero: "love without wisdom, sweet as life, bitter as death, lasting only a hour") portandola a scrivere: "But it is worth having lived a whole life for that hour." (l'accento è nell'originale). Montgomery concluse:
Montgomery credeva che i suoi periodi di depressione e gli emicrania da cui soffriva fossero entrambi manifestazioni delle sue passioni romantiche represse e del fantasma di Leard che la perseguitava.

### Vita successiva

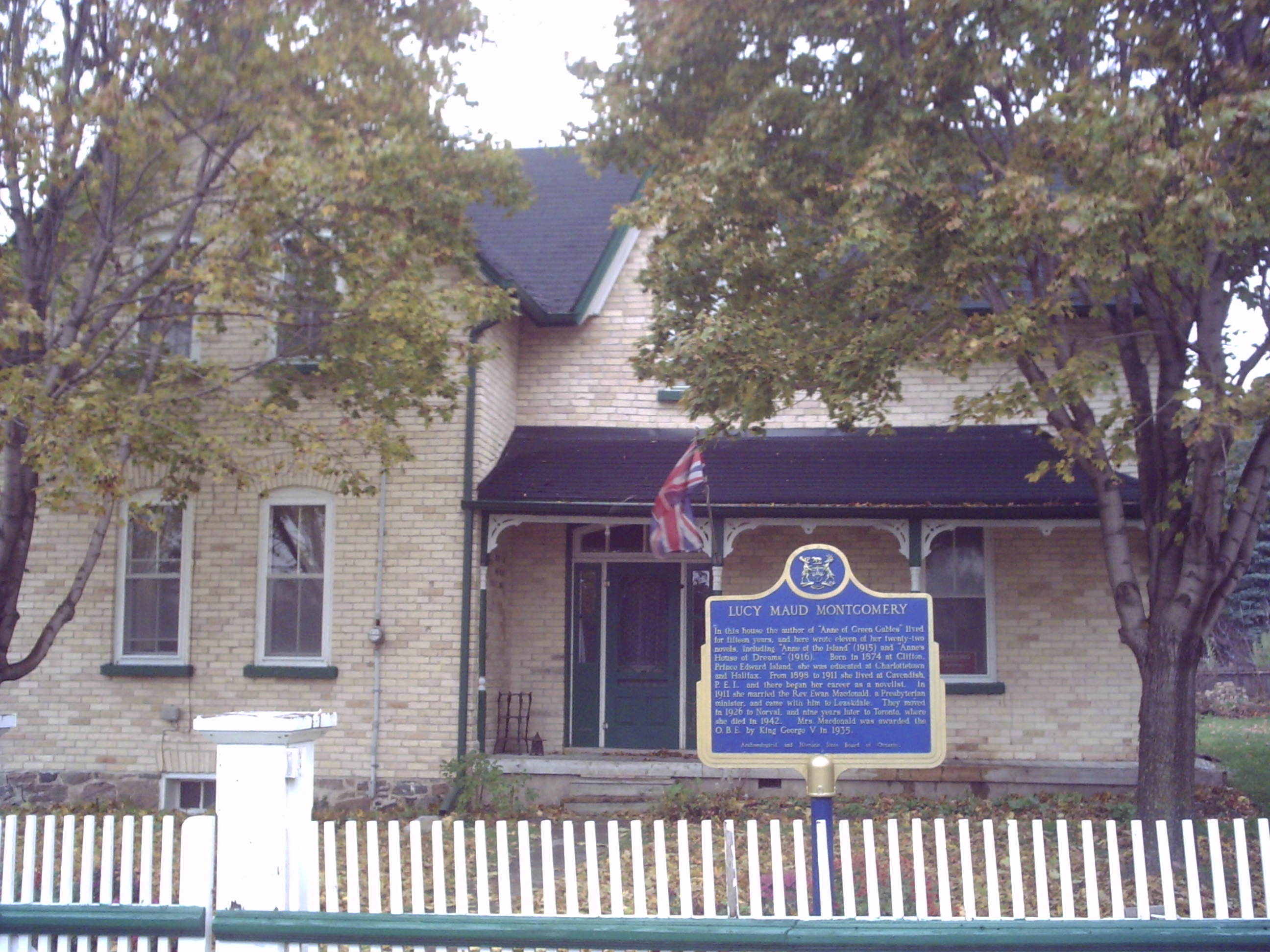
Leaskdale Manse a Uxbridge, in Ontario. La casa di Lucy Maud Montgomery (dal 1911 al 1926) quando scrisse 11 dei 22 lavori pubblicati durante la sua vita, e la casa e la sua area immediata sono ampiamente descritte nei suoi diari pubblicati postumi. Designata Sito Storico Nazionale del Canada nel 1996.

Nel 1925, Ewen MacDonald si allontanò dalla sua comunità quando si oppose all'adesione della sua chiesa alla Chiesa Unita del Canada e fu coinvolto in un incidente in cui quasi investì un ministro metodista che stava promuovendo l'unione. Montgomery come moglie del ministro era stata un membro di spicco della comunità di Leaskdale ed era stata una figura molto amata che organizzava eventi comunitari. Rubio scrisse che la gente di Leaskdale "amava" il reverendo MacDonald, ma "amava" Montgomery. Allo stesso tempo, nel suo diario si lamentava che suo marito aveva una "mente medievale" quando si trattava di donne come lui: "Una donna è una cosa di nessuna importanza dal punto di vista intellettuale - il giocattolo e servitore dell'uomo - e non potrebbe fare nulla che meriterebbe un vero tributo."

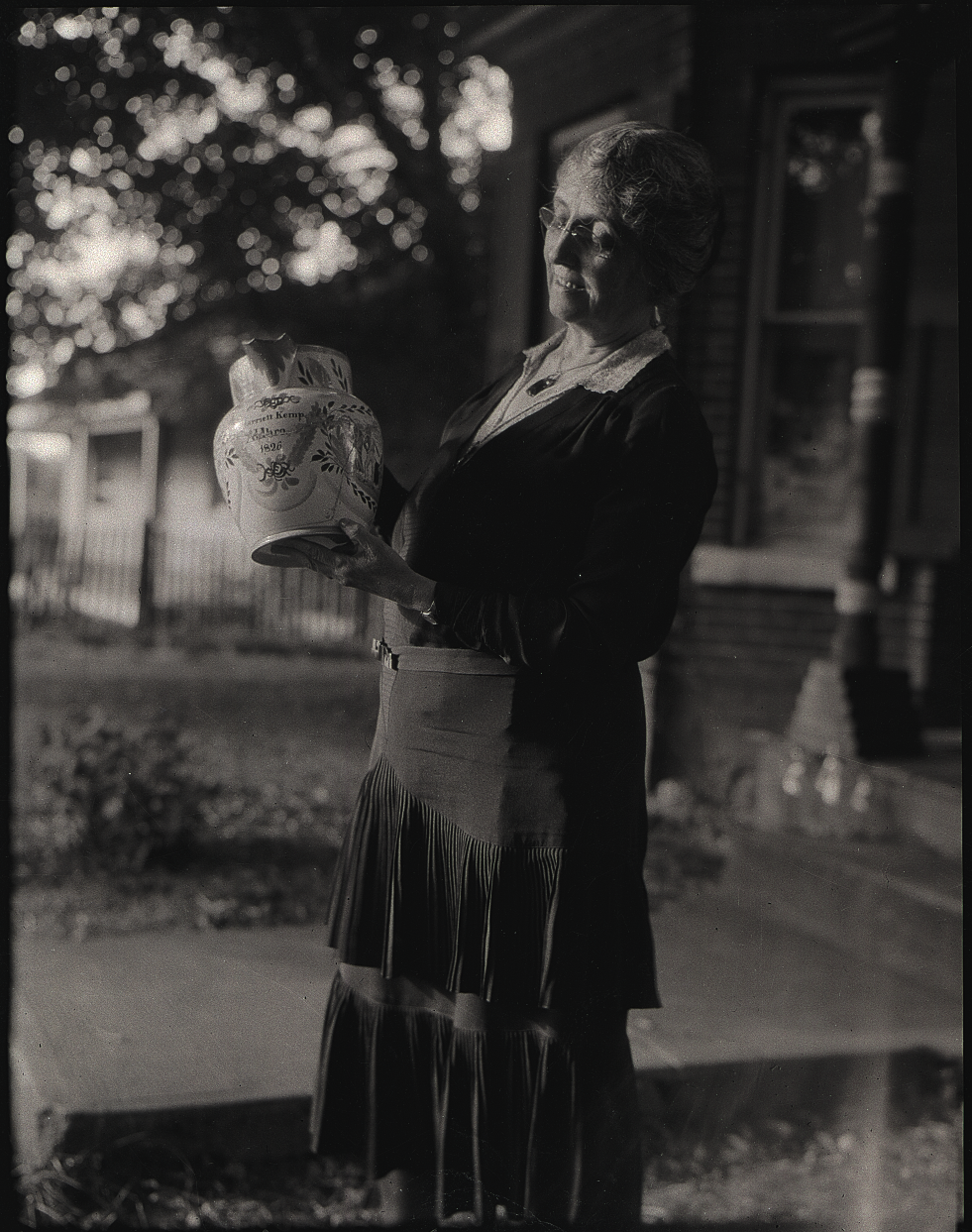
Norval, 1932, Lucy Maud Montgomery con in mano una brocca.

Nel 1926, la famiglia si trasferì nel Norval Presbyterian Charge, nell'attuale Halton Hills, Ontario, dove oggi il Lucy Maud Montgomery Memorial Garden può essere visto dalla Highway 7. Nel 1934, il marito estremamente depresso di Montgomery si iscrisse a un sanatorio a Guelph. Dopo il suo rilascio, la farmacia diede alla Montgomery una "pillola blu" destinata a curare la depressione di suo marito che fu accidentalmente mischiata con un insetticida (un errore da parte dell'impiegato della farmacia) che lo quasi uccise. Il reverendo Macdonald divenne notevolmente paranoico dopo questo incidente, poiché la sua salute mentale continuava a peggiorare. 
Nel 1933, Montgomery pubblicò Pat of the Silver Bush, che rifletteva un movimento verso storie più "adulte" per i giovani. A differenza di Anna con il suo senso di ottimismo e vivacità, Pat è una ragazza lunatica "queer" nota per essere una "solitaria". La migliore amica di Pat, Elizabeth "Bets" Wilcox, muore di influenza spagnola, dando al libro un tono più cupo rispetto ai precedenti libri della Montgomery. In una lettera a un fan nel 1934 che si lamentava del tono cupo di Pat of the Silver Bush, Montgomery rispose: "Ho dato ad Anna la mia immaginazione e ad Emily Starr il mio talento per scrivere; ma la ragazza che è più simile a me di tutte è 'Pat of the Silver Bush'... Non esternamente, ma spiritualmente è come se fossi io." L'attaccamento profondo di Pat alla campagna dell'Isola del Principe Edoardo, in particolare alla sua fattoria di famiglia, Silver Bush, rifletteva l'attaccamento di Montgomery alla campagna della sua provincia natale e alla fattoria in cui era cresciuta.
Nel 1935, dopo il pensionamento del marito, Montgomery si trasferì a Swansea, in Ontario, un sobborgo di Toronto, acquistando una casa che chiamò Journey's End, situata su Riverside Drive lungo la sponda orientale del fiume Humber. Montgomery ha continuato a scrivere e (oltre a scrivere altro materiale) è tornata a scrivere su Anna dopo una pausa di 15 anni, colmando lacune precedentemente inesplorate nella cronologia che aveva sviluppato per il personaggio.
Pubblicò La casa dei salici al vento nel 1936 e La grande casa nel 1939. Jane of Lantern Hill, un romanzo che non riguarda Anna, fu composto nello stesso periodo e pubblicato nel 1937. Il 3 giugno 1935, il re Giorgio V nominò Montgomery all'Ordine dell'Impero Britannico (OBE), e l'8 settembre 1935 a Rideau Hall a Ottawa, si tenne la cerimonia di investitura che le conferì l'OBE con il Governatore Generale, Lord Bessborough, che presiedette la cerimonia. In quanto membro dell'Ordine dell'Impero Britannico, a Montgomery fu assegnata una medaglia speciale che poteva essere indossata pubblicamente solo in presenza del re o di uno dei suoi rappresentanti, come il Governatore Generale. Suo marito non partecipò alla cerimonia, ma Montgomery fu molto onorata di essere stata nominata OBE.
La scrittura manteneva il morale di Montgomery mentre combatteva la depressione e prendeva varie pillole per migliorare il suo umore, ma in pubblico presentava un volto felice e sorridente, tenendo discorsi davanti a vari gruppi professionali in tutto il Canada. Alla Fiera del Libro di Toronto, svoltasi il 9 novembre 1936 per promuovere la letteratura canadese, Montgomery incontrò l'autore e ambientalista pseudo-Ojibwe Grey Owl. Durante il suo discorso davanti agli autori presenti, Montgomery parlò dell'"ilarità di un gufo" udita a Leaskdale, il che fece sobbalzare Grey Owl e interruppe il suo discorso dicendo: "Sei la prima persona bianca che abbia mai incontrato che ha sentito l'ilarità di un gufo. Pensavo che solo gli indiani la sentissero. Noi la sentiamo spesso perché siamo una razza silenziosa. Il mio nome completo è Laughing Grey Owl." La dichiarazione di Grey Owl finì in prima pagina del quotidiano The Toronto Mail and Empire il giorno successivo. Montgomery descrisse Grey Owl nel suo diario: "Grey Owl sembrava davvero l'indiano romantico, con le sue lunghe trecce nere, il copricapo di piume e un autentico coltello da scuoiatore - almeno ci ha detto che era autentico." A Montgomery piacque il discorso di Grey Owl quella stessa sera in cui sosteneva che il "più grande tesoro del Canada sono le sue foreste" e che la maggior parte dei canadesi era troppo orgogliosa dei "grattacieli di Yonge Street" piuttosto che delle "risorse naturali che stiamo distruggendo il più velocemente possibile". Dopo la morte di Grey Owl nel 1938 e la rivelazione che il presunto Ojibwe era in realtà l'inglese Archie Belaney, Montgomery affermò che sebbene Belaney avesse mentito riguardo alla sua appartenenza Ojibwe, la sua preoccupazione per l'ambiente, la natura e gli animali era reale; e per questo motivo il messaggio di Grey Owl meritava di essere preservato.
Il 10 novembre 1937, Montgomery tenne un discorso a Toronto in occasione di un altro raduno annuale della Fiera del Libro di Toronto, chiedendo agli scrittori canadesi di scrivere più storie sul Canada, sostenendo che i canadesi avevano grandi storie degne di essere scritte. Nonostante i suoi sforzi per aumentare la visibilità della letteratura canadese attraverso la Canadian Authors Association, l'avanguardia maschile della letteratura canadese guidata da Frederick Philip Grove, F. R. Scott, Morley Callaghan e Raymond Knister si lamentò della predominanza dei membri femminili della CAA, che ritenevano avessero esagerato con l'elogio di qualcuno come Montgomery, che non era una scrittrice "seria". Nel tempo, Montgomery divenne dipendente dai bromuri e dai barbiturici che i medici le avevano prescritto per aiutare a combattere la sua depressione.

### La seconda guerra mondiale
Montgomery fu profondamente colpita dalla seconda guerra mondiale, definendo la guerra in una lettera del 1940 "quest'incubo che è stato scatenato nel mondo... ingiusto che dobbiamo passarci di nuovo attraverso." Nell'unico diario per il 1941, Montgomery scrisse l'8 luglio 1941: "Oh Dio, un tale fine per la vita. Tanto dolore e miseria." Il 28 dicembre 1941, Montgomery scrisse a un amico:
Nel 1940, il Primo Ministro Canadese William Lyon Mackenzie King introdusse la coscrizione in base all'Atto di Mobilitazione delle Risorse Nazionali, ma con la clausola che i coscritti potevano essere impiegati solo nella difesa del Nord America e solo i volontari sarebbero stati inviati all'estero. Mackenzie King programmò un referendum per il 27 aprile 1942, per chiedere agli elettori di liberarlo dalla sua promessa di inviare solo volontari all'estero, a cui Montgomery allude nella sua lettera menzionando "verrà introdotta la coscrizione." Nell'ultima voce del suo diario, il 23 marzo 1942, Montgomery scrisse: "Da allora la mia vita è stata un inferno, inferno, inferno. La mia mente è andata - tutto nel mondo per cui ho vissuto è andato - il mondo è impazzito. Sarò costretta a porre fine alla mia vita. Oh Dio, perdonami. Nessuno immagina quale sia la mia orribile situazione."
Nell'ultimo anno della sua vita, Montgomery completò quello che intendeva essere il nono libro con Anne, intitolato Racconti dall'isola (The Blythes Are Quoted). Comprendeva quindici racconti brevi (molti dei quali erano già stati pubblicati) che revisionò per includervi Anna e la sua famiglia come personaggi principalmente periferici; quarantuno poesie (maggior parte delle quali erano già state pubblicate) che attribuì ad Anna e a suo figlio Walter, morto come soldato nella Grande Guerra; e vignette con i membri della famiglia Blythe che discutevano delle poesie. Il libro fu consegnato all'editore di Montgomery il giorno della sua morte, ma per motivi non spiegati, l'editore decise di non pubblicare il libro all'epoca. Lo studioso di Montgomery, Benjamin Lefebvre, ipotizza che il tono oscuro del libro e il messaggio contro la guerra (Anne parla con grande amarezza della prima guerra mondiale in un passaggio) potrebbero aver reso il volume inadatto per la pubblicazione nel bel mezzo della Seconda guerra mondiale.
Una versione abbreviata di questo libro, che accorciò e riorganizzò le storie e eliminò tutte le vignette e tutte le poesie tranne una, fu pubblicata come raccolta di racconti chiamata The Road to Yesterday nel 1974, più di 30 anni dopo che l'opera originale era stata consegnata. Un'edizione completa di Racconti dall'isola, curata da Benjamin Lefebvre, fu finalmente pubblicata integralmente da Viking Canada nell'ottobre 2009, più di 67 anni dopo che era stata composta.

### La morte

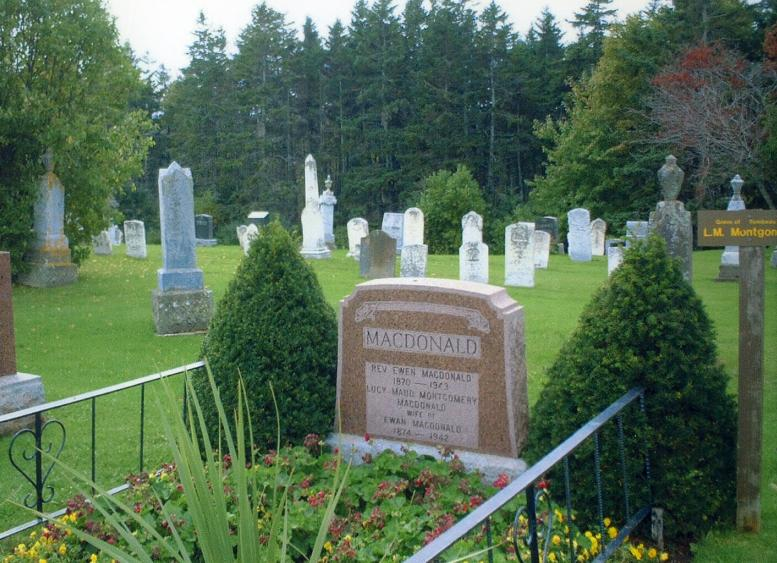
Lapide di Lucy Maud Montgomery, ubicata a Cavendish, nell'Isola del Principe Edoardo.

Il 24 aprile 1942, Montgomery fu trovata morta nel suo letto nella sua casa di Toronto. La principale causa di morte registrata sul suo certificato di morte è stata la trombosi coronarica. Tuttavia, nel settembre 2008, sua nipote, Kate Macdonald Butler, rivelò che Montgomery soffriva di depressione, forse a causa della cura del marito mentalmente malato per decenni, e potrebbe aver posto fine alla sua vita attraverso un'overdose di droga. Sul comodino della Montgomery fu trovata una nota con scritto, in parte:
Una spiegazione alternativa di questo documento è fornita nella biografia del 2008 di Mary Henley Rubio intitolata "Lucy Maud Montgomery: The Gift of Wings" (Il Dono delle Ali), che suggerisce che Montgomery potrebbe averlo inteso come un passaggio di un diario ora perduto, piuttosto che come una nota di suicidio. Montgomery fu sepolta nel cimitero della comunità di Cavendish dopo la sua veglia funebre nella fattoria di Green Gables e il funerale nella Cavendish United Church (ex Cavendish Presbyterian Church).
Durante la sua vita, Montgomery aveva pubblicato venti romanzi, oltre 500 racconti, un'autobiografia e un libro di poesie. Consapevole della sua fama, nel 1920 Montgomery iniziò a modificare e ricopiare i suoi diari, presentando la sua vita come voleva che fosse ricordata. In tal modo, alcuni episodi sono stati modificati o omessi.

## La serie diAnna dai capelli rossi
(Mark Twain)
Il nucleo originale della serie di Anna dai capelli rossi si compone di soli otto titoli, pubblicati nel seguente ordine:
- Anne of Green Gables (Anna dai capelli rossi, 1908)
- Anne of Avonlea (L'età meravigliosa, 1909)
- Chronicles of Avonlea (Cronache di Avonlea, 1912)
- Anne of the Island (Il baule dei sogni, 1915)
- Anne's House of Dreams (La baia della felicità, 1917)
- Rainbow Valley (La valle dell'arcobaleno, 1919)
- Further Chronicles of Avonlea (Nuove cronache di Avonlea, 1920)
- Rilla of Ingleside (Rilla di Ingleside, 1921)

Dopo la pubblicazione di questi titoli, l'autrice si dimostrò più volte disinteressata a proseguire la scrittura, affermando che la storia di Anna Shirley (ormai priva di ogni sua originaria potenzialità) doveva considerarsi conclusa. La Montgomery si dimostrò restia a continuare la scrittura già dopo la pubblicazione delle Cronache di Avonlea e, come emerge dai suoi diari, visse la scrittura de Il baule dei sogni come una costrizione. Solo quindici anni dopo la pubblicazione di Rilla di Ingleside riprese in mano la serie e scrisse altri tre titoli:
- La casa dei salici al vento (Anne of Windy Poplars, 1936)
- La grande casa (Anne of Ingleside, 1939)
- Racconti dall'isola (The Blythes Are Quoted, 1942, pubblicato postumo nel 2009)

Questi titoli devono essere considerati come degli approfondimenti su alcuni aspetti o periodi della vita di Anna volutamente tralasciati dall'autrice nei primi otto libri. Inoltre, si tratta di libri molto diversi rispetto al primo nucleo della serie per diverse ragioni strutturali e contenutistiche: ad esempio La casa dei salici al vento è un romanzo epistolare, mentre Racconti dall'isola è un insieme di racconti, poesie e illustrazioni.

## Opere

### Serie diAnna dai capelli rossi
L'ordine dell'elenco segue lo svolgersi della trama, non l'anno di pubblicazione:
- Anna dai capelli rossi (Anne of Green Gables, 1908)
- L'età meravigliosa (Anne of Avonlea, 1909)
- Il baule dei sogni (Anne of the Island, 1915)
- La casa dei salici al vento (Anne of Windy Poplars, 1936)
- La baia della felicità (Anne's House of Dreams, 1917)
- La grande casa (Anne of Ingleside, 1939)
- La valle dell'arcobaleno (Rainbow Valley, 1919)
- Rilla di Ingleside (Rilla of Ingleside, 1921)

Opere collegate ad Anna dai capelli rossi, in cui Anna compare come personaggio secondario:
- Cronache di Avonlea (Chronicles of Avonlea, 1912)
- Nuove cronache di Avonlea (Further Chronicles of Avonlea, 1920)
- Racconti dall'isola (The Blythes are Quoted, 2009)

### Serie diEmily della Luna Nuova
- Emily della Luna Nuova (Emily of New Moon, 1923)
- Emily cresce (Emily Climbs, 1925)
- La ricerca di Emily (Emily's Quest, 1927)

### Serie dellaragazza delle storie
- La ragazza delle storie (The Story Girl, 1910)
- La strada dorata (The Golden Road, 1913)

### Serie diPat
- Pat di Silver Bush (Pat of Silver Bush, 1933)
- La casa di Pat (Mistress Pat, 1935)

### Romanzi indipendenti
- Kilmeny del frutteto (Kilmeny of the Orchard, 1910)
- Il castello blu (The Blue Castle, 1926)
- Magia per Marigold (Magic for Marigold, 1929)
- Un'intricata matassa (A Tangled Web, 1931)
- Jane di Lantern Hill (Jane of Lantern Hill, 1937)

### Autobiografia
- Il sentiero alpino. La storia della mia carriera (The Alpine Path, 1917)

### Racconti
Dei molti racconti pubblicati prima e dopo il successo della serie di Anna dai capelli rossi solo alcuni sono pubblicati in italiano:
- La stanza rossa e altre storie di fantasmi
- Un sacrificio redentore (A Redeeming Sacrifice, 1909)
- Rilevato dalla macchina fotografica
- Io so un segreto
- Il pranzo di Capodanno dello zio Richard